# Engelbert Kraus
Engelbert Kraus (1934. július 30. – 2016. május 14.) nyugatnémet válogatott német labdarúgó, csatár.

## Pályafutása

### Klubcsapatban
1952–1963 között a Kickers Offenbach labdarúgója volt és tagja volt az 1958–59-es idényben bajnoki ezüstérmes csapatnak. 1963 és 1965 között a TSV 1860 München együttesében szerepelt. Tagja volt az 1964-es nyugatnémet kupa-győztes és az 1964–65-ös KEK-döntős csapatának. 1965-ben visszatért az offenbachi együttesehez, ahol 1967-ben vonult vissza az aktív labdarúgástól.

### A válogatottban
1955–1964 között kilenc alkalommal szerepelt a nyugatnémet válogatottban és három gólt szerzett. Részt vett az 1962-es chilei világbajnokságon a csapattal.

## Sikerei, díjai
Kickers Offenbach
- Nyugatnémet bajnokság
  - 2.: 1958–59

 TSV 1860 München
- Nyugatnémet kupa (DFB-Pokal)
  - győztes: 1964
- Kupagyőztesek Európa-kupája (KEK)
  - döntős: 1964–65